# ویکرز ونتور
ویکرز ونتور (به انگلیسی: Vickers Venture) یک هواپیمای ساختِ کارخانهٔ ویکرز در کشور بریتانیا است. نخستین استفاده‌کنندهٔ این هواپیما نیروی هوایی سلطنتی بریتانیا بوده‌است. این هواپیما برای نخستین بار در ۳ ژوئن ۱۹۲۴ میلادی مورد استفاده قرار گرفت.